# Day Bosanquet

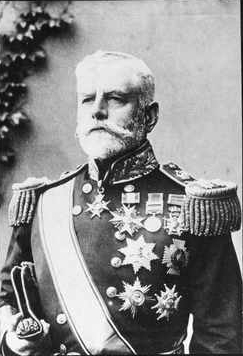
Day Bosanquet

Sir Day Hort Bosanquet (* 22. März 1843 in Alnwick, England; † 28. Juni 1923 Newbury) war ein britischer Admiral und Gouverneur des australischen Bundesstaates South Australia.

## Leben
Bosanquet, Sohn des Pastors Robert William Bosanquet und Bruder des Philosophen Bernard Bosanquet, trat 1857 der Royal Navy bei und nahm im gleichen Jahr an der Eroberung von Kanton während des Zweiten Opiumkriegs teil. Er machte Karriere in der Kriegsmarine, wurde 1882 zum Kapitän zur See und 1897 zum Konteradmiral befördert. Von 1899 bis 1902 war er Oberbefehlshaber der englischen Truppen im Raum der Westindischen Inseln, wo er unter anderem den noch andauernden Sklavenhandel bekämpfte. Anschließend erfolgte seine Beförderung zum Vizeadmiral. Im Zeitraum von 1904 bis 1907 leitete er die englischen Truppen in Nordamerika und den Westindischen Inseln.
Nach seinem Austritt aus der Armee wurde Bosanquet 1909 zum Gouverneur von South Australia ernannt. Wenige Wochen nach seiner Ankunft starb der erkrankte Premierminister Thomas Price. Als Nachfolger wurde 1910 John Verran zum nächsten Premierminister gewählt. In seine Amtszeit fiel eine Haushaltskrise im Jahr 1911, als deren Folge Bosanquet das Parlament auflöste und Archibald Peake neuer Premier wurde. Bosanquet forderte einen Zugang von South Australia zum Murray River als wichtiger Trinkwasserquelle während Grenzstreitigkeiten mit dem Nachbarbundesstaat Victoria. In seine Amtszeit fiel auch die Trennung des Northern Territory von South Australia, als dessen Kompensation er den Bau einer Eisenbahnlinie zwischen Oodnadatta und Pine Creek durchsetzte.
1914 kehrte Bonsanquet nach England zurück. Nachdem sein Sohn 1916 im Ersten Weltkrieg gefallen war, verkaufte er das Familienanwesen in Herefordshire und zog nach Newbury. Dort starb er am 28. Juni 1923.

## Auszeichnungen
- Knight Commander of the Order of the Bath (1905)
- Knight Grand Cross of the Royal Victorian Order (1907)
- Knight Commander of the Order of St. Michael and St. George (1914)